# Teatro de la Comedia
O Teatro de la Comedia é um teatro na cidade esponala de Madrid; é a sede da Compañía Nacional de Teatro Clásico.

## História
O teatro foi construído em 1874, pelo arquiteto Manchego Agustín Ortiz de Villajos, a pedido do empresário Silverio López de Larrainza, que trabalhava no ramo de jogos de azar. O arquiteto não projetou camarins, por acreditar que os atores vinham de suas casas já caracterizados. Verificado o equívoco, foi necessário comprar o imóvel dos fundos para adaptação. E a iluminação era a gás, por ainda não existir energia elétrica em Madrid neste período.
A inauguração se deu no dia 18 de setembro de 1875, com a presença do rei Afonso XII. Foi encenado uma peça de três atos a Me voy de Madrid, de Bretón de los Herreros; e uma peça de um ato, Ayer y hoy, de Diego Luque. Em 1888, o teatro passou a utilizar energia elétrica. E em 1899, o teatro foi vendido para um advogado de La Rioja, Tirso Escudero.
Em 18 de abril de 1915, houve um incêndio, que destruiu o telhado e o interior do edifício. Contrataram o arquiteto Luis Bellido para a reconstrução. Bellido utilizou concreto armado, aumentou o número de escadas, construiu um saguão e lanchonete. Foi reinaugurada em 22 de dezembro de 1915, com a peça La propia estimación, de Jacinto Benavente.
Em 1986, o teatro foi alugado para o Instituto Nacional de Artes Cênicas e Música (INAEM), para servir como sede da Companhia Nacional de Teatro Clássico. O imóvel foi de propriedade da família Escudero até 1998, quando foi vendido para o Estado; e passando a ser a sede permanente da Companhia Nacional.
Por não receber reformas desde sua inauguração, em 2002 o teatro foi fechado para reformas e ampliações, sob a supervisão dos arquitetos Araújo e Nadal, com um custo de 15.240.544 euros, financiado pelo Ministério da Cultura; e reabriu em 2015, com a apresentação da peça El alcalde de Zalamea, de Calderón.

## Arquitetura
A plateia possui estilo italiano (com planta em ferradura) e quatro escadas laterais, que levam até aos andares superiores. A decoração é em estilo árabe, em cores brancas e douradas; e as poltronas são forradas em veludo vermelho. Os pavimentos superiores possuem parapeito em ferro fundido e arcos árabes. No local há um saguão, lanchonete e uma sala para apresentações e ensaios.